# 산조가
산조가(일본어: 三条家 さんじょうけ[*])는 후지와라 북가 간인류의 적류에 해당하는 공가 및 화족이다. 공가로써의 가격은 청화가, 화족으로써의 가격은 공작이다. 돌림자로 킨(公), 사네(実)을 교대로 사용한다.

## 역사
칸인류는 후지와라노 모로스케의 10남으로, 칸인태정대신으로 불렸던 후지와라노 킨스에를 시조로 삼고, 시라카와 천황 및 토바 천황의 외척 지위를 독점하면서 섭관가의 약화를 틈타 조정(廟堂)에 중점을 두었다. 칸인류의 적류인 후지와라노 킨자네의 차남 사네유키를 선조로 하는 것이 산조가이다. 사네유키는 하치죠(八条)라고도 칭했지만, 아들인 킨노리, 손자인 사네후사가 산죠 타카쿠라에 저택을 지은 것으로부터, 산죠(三条)의 가호가 정해졌다. 이 저택에는 타이켄몬인 (고시라카와 천황의 국모)도 살고 있으며, 고시라카와 천황은 이곳에서 자랐다.
2대 킨노리는 토바 상황의 후견역으로서 권세를 떨쳤다. 3대 사네후사는 『愚昧記』의 저자로 알려져, 공사의 스승으로 추앙받았다. 사네후사의 후계는 장남인 킨후사가 이어받아, 아버지와 마찬가지로 산죠를 칭했지만, 3남 킨우지도 산죠를 칭했기 때문에, 본가의 킨후사류를 속칭 전법륜(転法輪), 킨우지류를 오기마치산죠 또는 사가(嵯峨)로 불러 구별하기도 했다.
공가로써의 가격은 섭가와 버금가는 청화가로 대대로 피리와 향도(香道), 의복 조달을 가업으로 삼았다. 메이지 유신 때까지 산죠가가 배출한 공경의 수는 39명이다. 그 중, 태정대신까지 로은 사람은 5명, 좌대신 5명, 우대신 8명, 내대신 7명이다.
전국시대의 당주 산죠 킨요리는 스오 · 나가토 2국의 센고쿠 다이묘 오우치 요시타카에게 고나라 천황의 즉위비용 염출을 부탁하러 야마구치로 갔지만, 그 곳에서 오우치 가문의 중신 스에 하루카타의 반란에 휘말려 칼로 자살했다. 킨요리의 뒤는 양자 사네노리도 요절했지만, 분류인 산죠니시가에서 사네츠나가 양자로 들어와 가명을 이었다.
1591년 (덴쇼 19년)에 고쇼의 동쪽, 나시키쵸로 저택을 옮겼다. 산죠가의 가몬의 괭이밥에 화초(片喰に唐花)는 "이화문(梨花紋)"이라고도 불리는데, 이것은 나시키쵸에서 유래한다. 또한, 산죠 사네토미가 시치쿄오치때 사용한 변명(変名) "나시키 세이사이(梨木誠斎)"도 여기서 유래한다.
에도 시대의 가록은 269석 정도, 후에 469석 정도까지 증가한다.
에도 막부 말기부터 메이지 시대까지는 메이지 유신의 공신 산죠 사네츠무와 산죠 사네토미 부자를 배출했다. 특히, 산죠 사네토미는 내각총리대신이 생길 때까지의 일본 총리에 해당하는 우대신과 태정대신 (사상 최후)의 직을 맡은 것으로 저명하다.
1869년 (메이지 원년)에는 산죠 사네토미에게 유신의 공으로 5천석의 상전록이 하사되었다. 공가에서는 이와쿠라 토모미와 대등한 톱을 달리는 수령고였다. 1876년 (메이지 9년)에 가록과 상전록이 대체된 금록공채 금액은 6만 5천엔으로, 구 공가화족 중에서는 가장 고액이었지만, 구 공가화족의 공채액은 구 다이묘화족과는 큰 격차가 있었다. (구 다이묘화족 톱인 시마즈가는 132만 2845엔)
화족령 시행에 의해 1884년 (메이지 17년) 7월 7일에 산죠 사네토미는 최상위 작위인 공작에 서위되었다. 구 청화가 당주는 원칙으로써는 후작이었지만, 산죠가의 에도 막부 말기 유신에 있어서의 공적을 위해서 처음부터 공작에 서위되었다. (그 후 1911년 (메이지 44년)에 도쿠다이지가가 도쿠다이지 사네츠네의 공적에 의해, 1920년 (다이쇼 9년)에 사이온지가가 사이온지 킨모치의 공적에 의해 각각 공작에 올랐다.)
또한, 산죠 사네토미가 위독할 때에, 메이지 천황이 직접 병문안을 왔으며, 천황으로부터 직접 정1위에 올랐다. 위에 붙은 칙어에는 천황이 어려서부터 보필을 받아 아버지 사네츠무와 함께 국가에 이바지한 공적이 기록되어있었다. 정1위의 생전 수여는 미나모토노 마사코가 1146년 (큐안 2년)에 서위한 이후 745년만이며, 남성으로는 후지와라노 나가테가 770년 (호키 원년)에 서위한 이후 1121년만이며, 산죠는 일어나 칙서를 보려고 했지만, 이미 몸을 움직이기에는 힘든 상태였기 때문에 사쿠라이 요시타카의 낭독을 듣고 감격했다. 사네토미가 사망하면서 천황은 3일간 조회를 일시정지하고, 국장으로 장례를 치르게 했다.
산죠 공작가의 저택은 도쿄시 시나가와구 카미오사키에 있었다.
1885년 (메이지 18년)에 칙허에 의해, 산죠 사네무츠를 제신(祭神)으로 모시는 나시노키 신사가 건설되었고, 1915년 (다이쇼 4년)에 사네토미도 제신으로 모셔졌다.

## 역대 당주
| 대 | 초상화 | 이름 (생몰년)                | 친족 관계                                     | 관위         | 비고                                                                                              |
| -- | ------ | ---------------------------- | --------------------------------------------- | ------------ | ------------------------------------------------------------------------------------------------- |
| 1  |        | 산죠 사네유키(1080년-1162년) | 후지와라노 킨자네의 차남                      | 종1위        | 태정대신(1150년-1157년)                                                                           |
| 2  |        | 산죠 킨노리(1103년-1160년)   | 선대의 아들                                   | 정2위        | 내대신(1157년-1160년)                                                                             |
| 3  |        | 산죠 사네후사(1147年-1225年) | 선대의 3남                                    | 정2위        | 좌대신 (1190년-1196년)                                                                            |
| 4  |        | 산죠 킨후사(1179년-1249년)   | 선대의 3남                                    | 종1위        | 태정대신 (1218년-1222년)                                                                          |
| 5  |        | 산죠 사네치카(1195년-1263년) | 선대의 장남                                   | 종1위        | 내대신 (1238년-1240년)                                                                            |
| 6  |        | 산죠 킨치카(1222년-1295년)   | 선대의 아들                                   | 정2위        | 내대신 (1261년-1262년)                                                                            |
| 7  |        | 산죠 사네시게(1259년-1329년) | 선대의 아들                                   | 종1위        | 태정대신 (1318년-1319년)                                                                          |
| 8  |        | 산죠 킨시게(1284년-1324년)   | 선대의 아들                                   | 종1위        | 내대신 (1317년-1318년)                                                                            |
| 9  |        | 산죠 사네타다(1304년-1347년) | 선대의 양자 (선대의 동생)                     | 종1위        | 내대신 (1343년-1345년)                                                                            |
| 10 |        | 산죠 킨타다(1324년-1384년)   | 선대의 아들                                   | 종1위        | 내대신 (1360년-1362년)                                                                            |
| 11 |        | 산죠 사네후유(1354년-1411년) | 선대의 아들                                   | 종1위        | 태정대신 (1402년-1407년)                                                                          |
| 12 |        | 산죠 킨후유(1391년-1459년)   | 선대의 아들                                   | 종1위        | 우대신 (1421년-1423년)                                                                            |
| 13 |        | 산죠 사네카즈(1415년-1484년) | 선대의 아들                                   | 종1위        | 좌대신 (1460년)                                                                                   |
| 14 |        | 산죠 킨아츠(1439년-1507년)   | 선대의 아들                                   | 종1위        | 우대신 (1479년-1480년)                                                                            |
| 15 |        | 산죠 사네요시(1469년-1559년) | 선대의 아들                                   | 종1위        | 태정대신 (1535년-1536년)                                                                          |
| 16 |        | 산죠 킨요리(1495년-1551년)   | 선대의 아들                                   | 종1위        | 좌대신 (1546년)타이네이지의 변에서 살해당함                                                       |
| 17 |        | 산죠 사네노리(1538년-1554년) | 선대의 양자 분가인 오기마치산죠 킨에의 아들   | 종4위상      | 좌근위중장                                                                                        |
| 18 |        | 산죠 사네츠나(1562년-1581년) | 선선대의 양자 분가인 산죠니시 사네에다의 아들 | 정3위        | 곤츄나곤 증우대신                                                                                 |
| 19 |        | 산죠 킨히로(1577년-1626년)   | 선대의 양자 분가인 산죠니시 킨코쿠의 아들     | 정2위        | 곤다이나곤                                                                                        |
| 20 |        | 산죠 사네히데(1598년-1671년) | 선대의 아들                                   | 종1위        | 좌대신 (1660년-1661년)                                                                            |
| 21 |        | 산죠 킨토미(1620년-1677년)   | 선대의 아들                                   | 종1위        | 우대신 (1664년-1665년)                                                                            |
| 22 |        | 산죠 사네하루(1651년-1724년) | 선대의 아들                                   | 종1위        | 좌대신 (1715년)                                                                                   |
| 23 |        | 산죠 킨카네(1679년-1740년)   | 선대의 아들                                   | 종3위        | 좌근위중장                                                                                        |
| 24 |        | 산죠 킨아츠(1691년-1726년)   | 선대의 동생                                   | 종2위        | 곤다이나곤                                                                                        |
| 25 |        | 산죠 사네아키(1708년-1773년) | 선대의 양자 (선선대 킨카네의 아들)            | 종1위        | 우대신 (1754년)                                                                                   |
| 26 |        | 산죠 스에하루(1733년-1782년) | 선대의 아들                                   | 종1위        | 우대신 (1779년)                                                                                   |
| 27 |        | 산죠 사네오키(1756년-1823년) | 선대의 아들                                   | 종1위        | 우대신 (1814년)                                                                                   |
| 28 |        | 산죠 킨오사(1774년-1840년)   | 선대의 아들                                   | 종1위        | 내대신 (1820년-1821년)                                                                            |
| 29 |        | 산죠 사네츠무(1802년-1859년) | 선대의 아들                                   | 종1위증정1위 | 내대신 (1857년-1858년)증우대신                                                                    |
| 30 |        | 산죠 킨무츠(1828년-1854년)   | 선대의 차남                                   | 종2위        | 곤츄나곤                                                                                          |
| 31 |        | 산죠 사네토미(1837년-1891년) | 선대의 동생 (선선대 사네츠무의 3남)           | 정1위        | 우대신 (1869년-1871년)태정대신 (1871년-1885년) 임시 내각총리대신 (1889년) 공작                    |
| 32 |        | 산죠 기미요시(1875년-1914년) | 선대의 차남                                   | 정3위        | 귀족원 의원 (1900년-1914년) 공작                                                                  |
| 33 |        | 산죠 사네노리(1902년-1924년) | 선대의 차남                                   |              | 공작                                                                                              |
| 34 |        | 산죠 킨테루(1882년-1945년)   | 선대의 작은 아버지 (선선선대 사네토미의 3남)  | 정3위        | 귀족원 의원 (1924년-1945년) 공작                                                                  |
| 35 |        | 산죠 사네하루(1913년-1990년) | 선대의 아들                                   | 종4위        | 귀족원 위원 (1945년-1947년) 궁내청 쇼텐(掌典) 카스가타이샤 구지(宮司) 헤이안 신궁 구지(宮司) 공작 |
| 36 |        | 산죠 킨타카(1941년-)         | 선대의 아들                                   |              |                                                                                                   |

## 가훈
산죠가는 청렴결백을 뜻하는 「청백(清白)」의 두글자를 전통의 정신・가풍이라고 한다. 산죠 사네하루는 "산죠가의 가정은 청검(清倹), 간소하고 거의 중류 무사의 가정과 다른 점이 없었습니다. 가록은 469석 5두였습니다." 라고 에도 막부 말기 산조가의 생활 수준에 대해 진술한 바 있다. 사네하루에 의하면 에도 막부 말기의 교카에 "산푼이나 리키쵸의 덴포젠 타다요시는 알고 있다.(三文も梨木町の天保銭忠義のことは百も承知.)"라고 하는 것이 있었다고 한다. 이는 사네츠무의 집안이 청빈하였으며, 또한 타다요시의 성심이 풍부했음을 격하게 칭찬한 것이었다. 당시의 산죠가는 가난의 극치에 있었고, 저택은 곳곳에 비가 새는 곳이 많았고, 수리할 돈도 마련할 수 없었기 때문에 비가 오면 저택 안에 웅덩이가 생겨서 옷자락을 걷어 올리고 저택 안을 거닐었다. 산죠가는 결코 뇌물을 받지 않고 「청백(清白)」의 가훈을 관철했기 때문이었다고 한다.

## 분가
산조가의 분가는 꽤나 많다. 메이지 11년에 간행된 『화족류별록(華族類別禄)』에 산조가의 종족 (조상이 같은 일족)으로 기재된 화족은, 산조가에서 분가 또는 산조가의 분가에서 분가한 옛 공가 (오기마치산조가, 산조니시가, 시게노이가, 아네노코지가, 아노가, 가자하야가, 소노이케가, 하나조노가, 오시코지가, 무샤노코지가, 다카마쓰가, 가와바타가, 기타오지가, 가자하야가) 및 오기마치산조가의 분가에 해당하는 구 다이묘 토다가 6가 (시나노 마츠모토번주가, 시모쓰케 우츠노미야번주가, 시모츠케 다카토쿠번주가, 시모츠케 아시카가번주가, 미노 오가키번주가, 미노 오가키 신덴번주가), 합쳐서 20가문에 이른다. 또한 메이지 19년에 산죠가에서 분가하여 히가시산조가가 분가화족으로 만들어졌지만, 『화족류별록(華族類別禄)』는 메이지 11년에 간행되었으므로 게재되지 않았다.
사이온지가와 도쿠다이지가도 간인류이므로, 이 2가문과 그 분류도 산조가의 분류라고 말 할 수 없는 것은 아니지만, (산조가는 후지와라노 킨자네의 차남 사네유키의 후손, 사이온지가는 킨자네의 4남 미치스에의 후손, 도쿠다이지가는 킨자네의 5남 사네요시의 후손이라는 관계), 『화족류별록(華族類別禄)』에서는 사이온지가와 도쿠다이지가는 산조가와는 다른 종족으로 취급되고 있다.

## 막부 말기의 영지
국립역사민속박물관의 『구고 구령 취조장 데이터베이스(旧高旧領取調帳データベース)』에서 산출된 막말의 산조가의 영지는 아래와 같다.
- 야마시로국 오토쿠니군 이마자토무라(今里村) 중 50석
- 야마시로국 기이군 나카지마무라(中島村) 중 200석
- 야마시로국 기이군 기치쇼인무라(吉祥院) 중 19석 5말
- 야마시로국 구세군 우에츠야무라(上津屋村) 중 203석 3말 7되 5홉